# 准噶尔毛蕊花
准噶尔毛蕊花（学名：Verbascum songaricum），为玄参科毛蕊花属下的一个植物种。